# Васильєв Микита Трохимович
Микита Трохимович Васильєв (1879 — ?) — радянський діяч. Член ВУЦВК. Член Центральної контрольної комісії ВКП(б) у 1925—1927 роках.

## Життєпис
До 1917 року працював робітником-слюсарем на заводах Донбасу.
Брав участь у революційному русі. Член РСДРП(б) з серпня 1917 року.
З початку 1920-х років — майстер Макіївського заводу на Донбасі.
На 1925—1927 роки — член Макіївської міської контрольної комісії на Донбасі, профспілковий діяч.
Подальша доля невідома.